# Émile Rousseaux (graveur)
Pour l’article ayant un titre homophone, voir Émile Rousseau.
 (juin 2025).
Émile Rousseaux est un graveur français né à Abbeville en 1831 et mort à Paris en 1874.

## Biographie

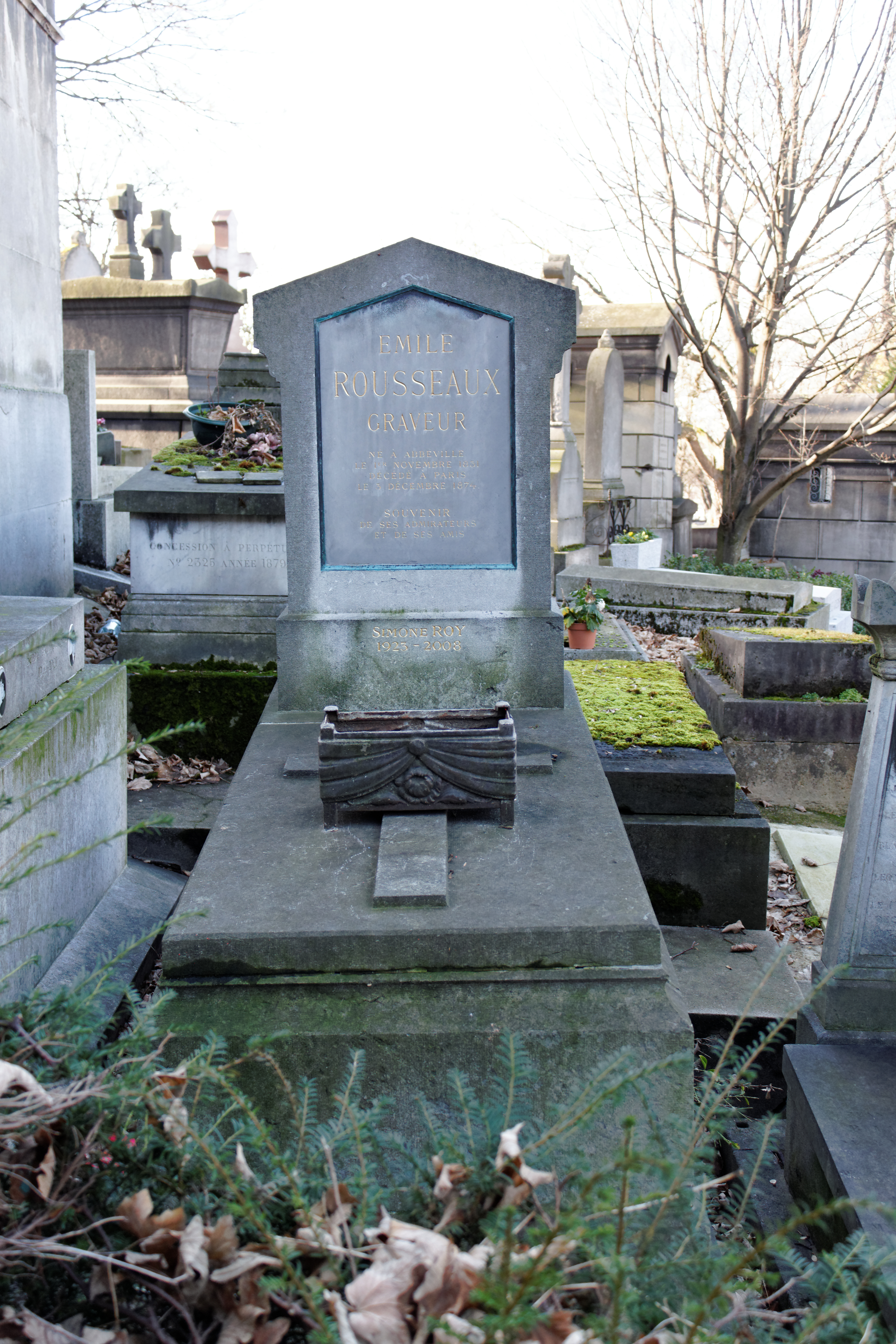
Tombe au cimetière du Père-Lachaise.

Émile Rousseaux est né à Abbeville en 1831. Fils d'un ébéniste, il intègre l'École municipale de dessin où il apparaît rapidement comme un talent prometteur. Le 17 février 1849, le conseil municipal de la ville lui accorde une subvention annuelle de 600 francs pour aller étudier à l'École des Beaux-Arts de Paris, où il devient l'élève d'Henriquel-Dupont. Trois ans plus tard, il reçoit toujours cette subvention.
En 1852, il est parmi les sept graveurs admis à concourir pour le Grand Prix de Rome. Il échoue et se classe à la 4e place.
Il s'illustre au salon de 1863 où ses deux dessins et deux gravures (dont l'interprétation du Christ et Saint Jean d'après Ary Scheffer) lui valent une médaille de seconde classe. À l'Exposition universelle de 1867, c'est une médaille d'or qu'il remporte pour cette même gravure et le portrait de Jeune Homme d'après Franciabigio. Cette même année, il produit une interprétation gravée de la Martyr Chrétienne de Delaroche qui est très remarquée.
Son talent de buriniste d'interprétation lui vaut quelques commandes prestigieuses de la Chalcographie du Louvre.
Émile Rousseaux s'éteint prématurément à l'âge de 43 ans à Paris. Il est enterré au Père Lachaise (57e division).

## Œuvres
Le musée Boucher-de-Perthes à Abbeville conserve un bel ensemble d'œuvres de Rousseaux, notamment des dessins probablement réalisés durant ses études à l'école municipale de dessin. Reconnaissant du soutien que sa ville lui avait apporté, Émile Rousseaux aura à cœur d'envoyer régulièrement des tirages de ses plus belles réalisations, ainsi que des tirages d'état, très précieux pour comprendre la création de ses gravures. 
- Étude d'après Edelinck, burin sur cuivre
- Portrait de Jeune Homme d'après Franciabigio
- Christ et Saint Jean d'après Ary Scheffer
- Martyr Chrétienne, d'après Paul Delaroche, burin, 1863
- Portrait de Madame de Sévigné, burin, 1874

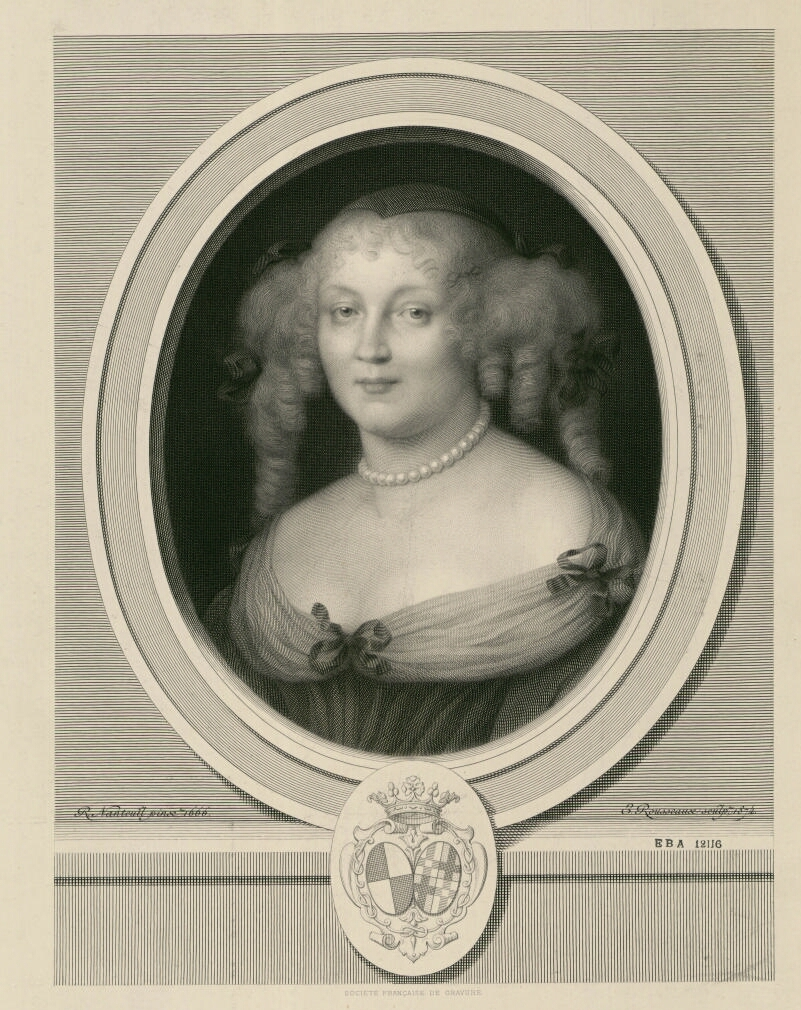
Portrait de Madame de Sévigné
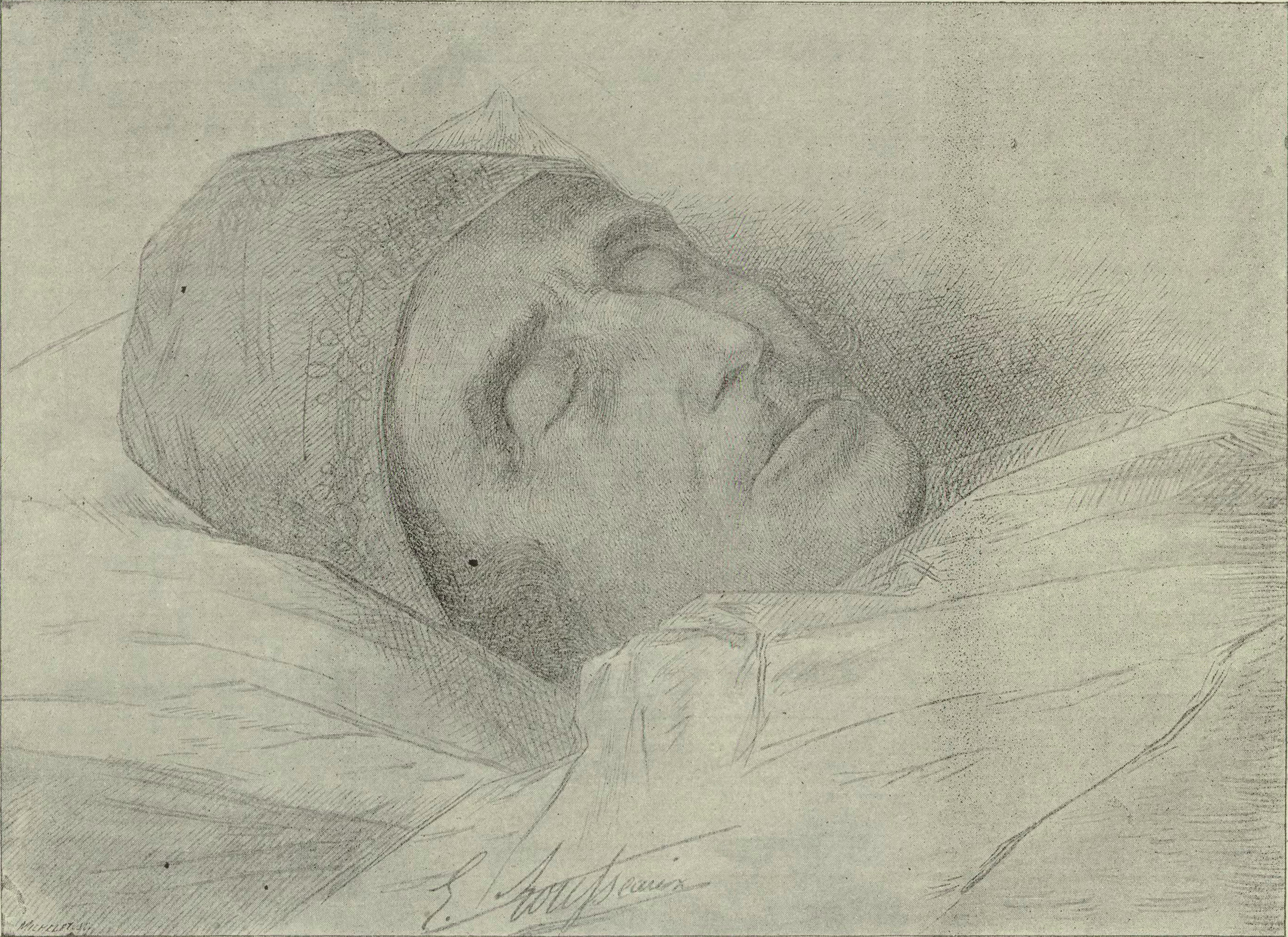
Meyerbeer sur son lit de mort